# Cykling under sommer-OL 2016 – Holdforfølgelse (herrer)
Herrernes holdforfølgelse ved sommer-OL 2016 blev afholdt i Rio Olympic Velodrome på dagene 11. august – 12. august. 

## Format
Holdforfølgelsesløbet blev kørt af fire ryttere fra hver nation. Hvert løb blev kørt med to hold på banen, som startede med en halv banelængdes afstand fra hinanden. I den indledende kvalifikation kørte alle hold mod et andet hold og det var udelukkende tiden, der talte. Herefter var det de otte bedste hold, der gik videre til næste runde. De fire bedste tider var kvalificeret til semifinalerne mens de fire dårligste tider skulle køre indbyrdes om at opnå bedste tid i det der var betegnet som Runde 1. Vinderne af semifinalerne gik til finalen mens tabernes tid blev sammenlignet med tiderne fra Runde 1. De to bedste af disse tider skulle køre om bronzemedaljerne mens de øvrige kørte om 5./6. pladserne og 7./8. pladserne. 

## Tidsskema
| Dato       | Tidsplan    | Disciplin           |
| ---------- | ----------- | ------------------- |
| 11. august | 17:23       | Kvalifikation       |
| 12. august | 16:52 18:20 | Semifinaler Finaler |

### Kvalifikation
| Placering | Nation         | Ryttere                                                              | Tid      | Bemærkning |
| --------- | -------------- | -------------------------------------------------------------------- | -------- | ---------- |
| 1         | Storbritannien | Ed Clancy Steven Burke Owain Doull Bradley Wiggins                   | 3:51.943 | Q          |
| 2         | Danmark        | Lasse Norman Hansen Niklas Larsen Frederik Madsen Casper von Folsach | 3:55.396 | Q          |
| 3         | Australien     | Alexander Edmondson Jack Bobridge Michael Hepburn Sam Welsford       | 3:55.606 | Q          |
| 4         | New Zealand    | Pieter Bulling Aaron Gate Dylan Kennett Regan Gough                  | 3:55.977 | Q          |
| 5         | Italien        | Simone Consonni Liam Bertazzo Filippo Ganna Francesco Lamon          | 3:59.708 | Q          |
| 6         | Tyskland       | Henning Bommel Nils Schomber Kersten Thiele Domenic Weinstein        | 4:00.911 | Q          |
| 7         | Schweiz        | Oliver Beer Silvan Dillier Théry Schir Cyrille Thièry                | 4:03.845 | Q          |
| 8         | Kina           | Fan Yang Liu Hao Qin Chenlu Shen Pingan                              | 4:05.152 | Q          |
|           | Holland        | Tim Veldt Wim Stroetinga Jan-Willem van Schip Joost van der Burg     |          | DNF        |

### Runde 1
| Placering | Heat | Nation         | Ryttere                                                         | Tid      | Bemærkning |
| --------- | ---- | -------------- | --------------------------------------------------------------- | -------- | ---------- |
| 1         | 4    | Storbritannien | Ed Clancy Steven Burke Owain Doull Bradley Wiggins              | 3:50.570 | WR, OR     |
| 2         | 3    | Australien     | Alexander Edmondson Jack Bobridge Michael Hepburn Sam Welsford  | 3:53.429 |            |
| 3         | 3    | Danmark        | Lasse Norman Hansen Niklas Larsen Frederik Madsen Rasmus Quaade | 3:53.542 |            |
| 4         | 4    | New Zealand    | Pieter Bulling Aaron Gate Dylan Kennett Regan Gough             | 3:55.654 |            |
| 5         | 2    | Italien        | Simone Consonni Liam Bertazzo Filippo Ganna Francesco Lamon     | 3:55.724 |            |
| 6         | 1    | Tyskland       | Henning Bommel Nils Schomber Kersten Thiele Domenic Weinstein   | 3:56.903 |            |
| 7         | 1    | Schweiz        | Olivier Beer Silvan Dillier Théry Schir Cyrille Thièry          | 4:03.580 |            |
| 8         | 2    | Kina           | Fan Yang Liu Hao Qin Chenlu Shen Pingan                         | 4:04.420 |            |

### Finalerne

#### 7./8. pladsen
| Placering | Nation  | Ryttere                                                | Tid      | Bemærkning |
| --------- | ------- | ------------------------------------------------------ | -------- | ---------- |
| 7         | Schweiz | Olivier Beer Silvan Dillier Théry Schir Cyrille Thièry | 4:01.786 |            |
| 8         | Kina    | Fan Yang Liu Hao Qin Chenlu Shen Pingan                | 4:03.687 |            |

#### 5./6. pladsen
| Placering | Nation   | Ryttere                                                       | Tid      | Bemærkning |
| --------- | -------- | ------------------------------------------------------------- | -------- | ---------- |
| 5         | Tyskland | Henning Bommel Nils Schomber Kersten Thiele Domenic Weinstein | 3:59.485 |            |
| 6         | Italien  | Simone Consonni Liam Bertazzo Filippo Ganna Francesco Lamon   | 4:02.360 |            |

#### Bronzefinalen
| Placering | Nation      | Ryttere                                                              | Tid      | Bemærkning |
| --------- | ----------- | -------------------------------------------------------------------- | -------- | ---------- |
| 3         | Danmark     | Lasse Norman Hansen Niklas Larsen Frederik Madsen Casper von Folsach | 3:53.789 |            |
| 4         | New Zealand | Pieter Bulling Aaron Gate Dylan Kennett Regan Gough                  | 3:56.753 |            |

#### Finalen
| Placering | Nation         | Ryttere                                                        | Tid      | Bemærkning |
| --------- | -------------- | -------------------------------------------------------------- | -------- | ---------- |
| 1         | Storbritannien | Ed Clancy Steven Burke Owain Doull Bradley Wiggins             | 3:50.265 | WR, OR     |
| 2         | Australien     | Alexander Edmondson Jack Bobridge Michael Hepburn Sam Welsford | 3:51.008 |            |